# Телен, Альберт Виголейс
Альберт Виголейс Телен (нем. Albert Vigoleis Thelen; 28 сентября 1903, Зюхтельн, Северный Рейн-Вестфалия — 9 апреля 1989, Дюлькен, Северный Рейн-Вестфалия) — немецкий писатель, переводчик с португальского и голландского языков.

## Биография
Один из четырёх сыновей бухгалтера, воспитывался в строгом католическом духе. Окончил гимназию в Фирзене. Учился в университетах Кёльна и Мюнстера. На студенческой скамье начал писать, взял себе второе имя Виголейс (по имени заглавного героя средневековой рыцарской поэмы Вирнта фон Графенберга «Вигалуа»).
В 1931—1936 вместе с женой жил на Мальорке, подружился там с голландским писателем Хендриком Марсманом. Совместно с Марсманом переводил с голландского и португальского (в частности, крупнейшего представителя португальского саудозизма Тейшейру де Пашкуайша, с которым завязал переписку). Публиковал рецензии под псевдонимом Леопольд Фабрициус. С началом гражданской войны перебрался в Марсель, затем в швейцарский кантон Тичино. После заключения советского-германского пакта переехал в Португалию, в 1939—1947 жил у Тейшейры Паскоайша в Амаранти. В 1947-1954 жил в Амстердаме, затем в Швейцарии (Локарно, Аскона, Блоне, Веве, Лозанна). В октябре 1986 вернулся в Германию, где через несколько лет и умер.

## Творчество
Славу Телена составил его автобиографический и, вместе с тем, плутовской роман Двуликий остров. Он был опубликован в 1953 в Амстердаме и Дюссельдорфе, автор получил за него премию Теодора Фонтане (1954). Переведен на испанский, голландский, французский, английский и др. языки.

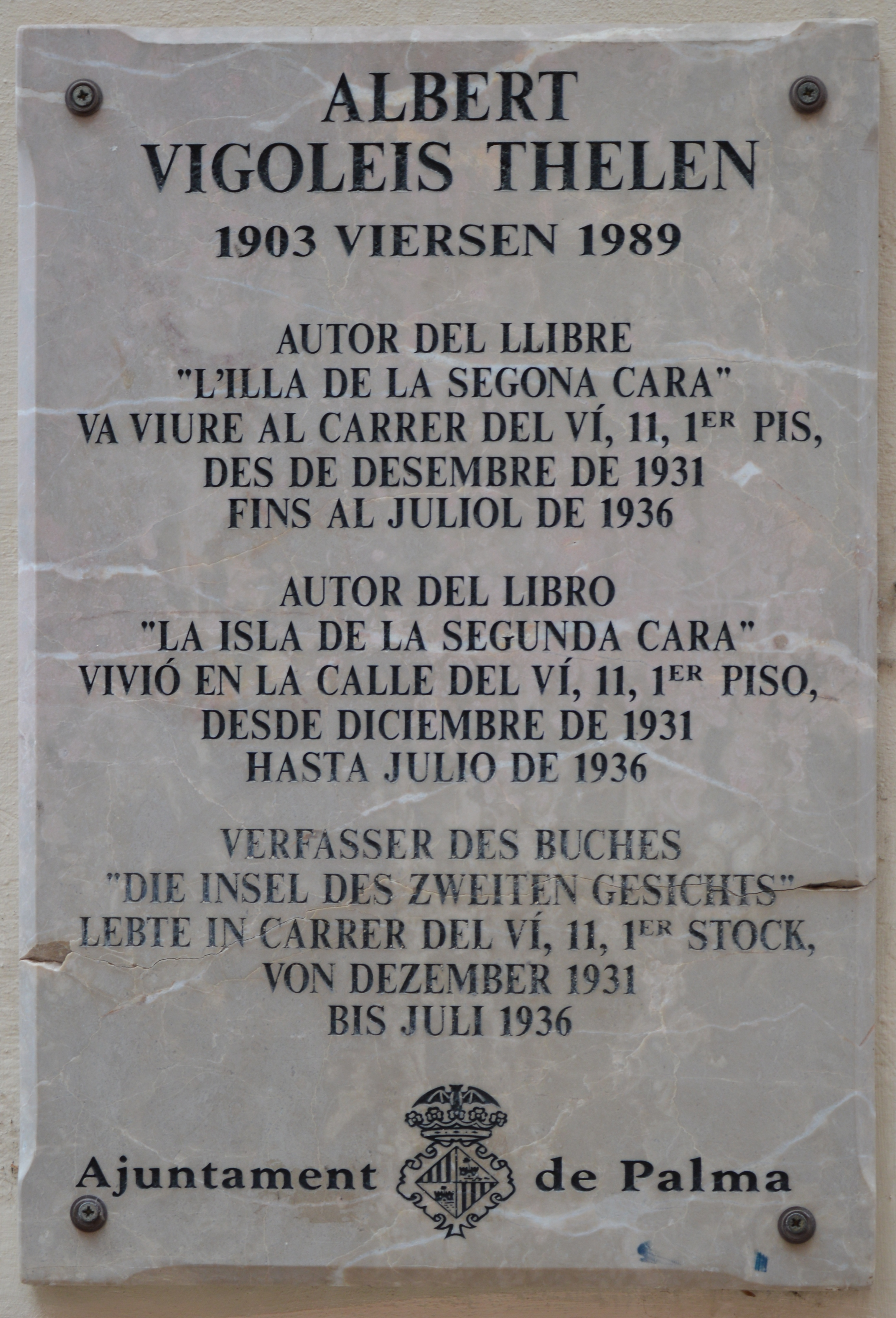
Памятная доска на доме в г. Пальма-де-Мальорка, где писатель жил в 1931—1936 гг.

## Публикации
- Schloss Pascoaes, стихи. Rhein-Verlag, Zürich 1942.
- Двуликий остров/ Die Insel des zweiten Gesichts. Aus den angewandten Erinnerungen des Vigoleis, роман. van Oorschot, Amsterdam 1953; gleichzeitig: Diederichs, Düsseldorf
- Vigolotria, стихи. Diederichs, Düsseldorf 1954.
- Des Dichters Schutzengel. Aus dem portugiesischen Erzählkreis. In: Der Monat. 7. Jahrgang, Juni 1955, Heft 81.
- Der Tragelaph, стихи. Diederichs, Düsseldorf 1955.
- Der schwarze Herr Bahßetup. Ein Spiegel, роман. Desch, München 1956.
- Runenmund, стихи. Privatdruck, 1963.
- Glis-Glis. Eine zoo-gnostische Parabel. Entstanden als Fingerübung eines Seh-Gestörten, повесть. Olms, Hildesheim 1967.
- Im Gläs der Worte, стихи. Claassen, Düsseldorf 1979, ISBN 3-546-49094-0.
- Poetische Märzkälbereien, проза. Juni, Mönchengladbach 1984 (переизд. 1990).
- Lobsame Handelsbalz. Aldus-Presse Reicheneck, Reutlingen 1984.
- Стихи и гравюры/ Gedichte und Holzschnitte. Aldus-Presse Reicheneck, Reutlingen 1985.
- Saudade, стихи. Reutlingen 1986.
- Goethes Gespräche mit Frau Eckermann. Reutlingen 1987.
- Einfahrt in Pascoaes. Reutlingen 1988.
- Mein Name ist Hase. Aldus-Presse Reicheneck, Reutlingen 1989.
- Was wir sind, стихи. Edition Fiethen-Müller, Viersen 1989.
- Der Magische Rand. Eine abtriftige Geschichte. Juni, Mönchengladbach 1989, ISBN 3-926738-06-5.
- Gedichte — Linolschnitte. Juni, Mönchengladbach 1989, ISBN 3-926738-07-3.
- Gedichte — Zeichnungen. Juni, Mönchengladbach 1989.
- Gedichte. Edition Fiethen-Müller, Viersen 1990
- Die Literatur in der Fremde, литературная критика. Weidle, Bonn 1996, ISBN 3-931135-21-7.
- Cartas a Teixeira de Pascoaes, переписка с Тейшейрой Паскоайшем. Lisboa 1997
- water closet regained, стихи, Zoeterwoude 1998
- Goethe anonymus, эссе 1949-го гётевского года. Reutlingen 1999
- Die Gottlosigkeit Gottes oder Das Gesicht der zweiten Insel, фрагмент романа в исполнении автора, записанный на CD. Bremerhaven 1999 (запись 1966 года)
- Briefe an Teixeira de Pascoaes. Weidle, Bonn 2000, ISBN 3-931135-47-0.
- Моя родина — это я сам, письма 1929—1953/ Meine Heimat bin ich selbst. Briefe 1929—1953, herausgegeben und mit einem Vorwort versehen von Ulrich Faure und Jürgen Pütz. DuMont, Köln 2010, ISBN 978-3-8321-9559-5.

## Признание
Почетный профессор земли Северный Рейн-Вестфалия (1984). Почетный гражданин Фирзена (1984). Орден «За заслуги перед Федеративной Республикой Германия» (1985). Государственная библиотека Фирзена носит имя Альберта Виголейса Телена.
За четверть века, прошедшие после смерти писателя, интерес к его фигуре и наследию постоянно растет не только в Германии, но и в Португалии, Голландии, Испании: проходят посвященные ему конференции, выпускаются монографии о нём, защищены несколько диссертаций.